# Lina Queyroi

a Compétitions nationales et continentales officielles uniquement.

b Matchs officiels uniquement.
Dernière mise à jour le 14 octobre 2024.
Lina Queyroi, née le 18 mai 2001 à Limoges (Haute-Vienne), est une joueuse internationale française de rugby à XV évoluant aux postes de demi d'ouverture et de centre. Elle joue au Stade toulousain.

## Biographie
Lina Queyroi naît le 18 mai 2001 à Limoges en France,. Elle commence la pratique du rugby à XV à l'âge de douze ans à Payzac-Savignac en Dordogne, avant de rejoindre le club de Saint-Yrieix-la-Perche en Haute-Vienne. À quinze ans, elle intègre le Pôle espoirs de Toulouse. Elle évolue en Élite 1 depuis 2019. Entre 2019 et 2024, Lina évolue au sein du club de Blagnac Rugby. Joueuse polyvalente, elle joue au poste de centre, mais aussi à l'arrière ou à l'ouverture,. 
Elle entre pour la première fois sur le terrain avec le maillot de l'équipe de France lors d'une rencontre avec l'Italie le 3 septembre 2022 et est titularisée une semaine plus tard, à l'ouverture, pour le match retour qui se conclut sur une défaite,.
Elle fait partie du groupe sélectionnée pour la Coupe du monde 2022 en Nouvelle-Zélande puis à nouveau à l'automne 2023 pour le WXV, toujours en Nouvelle-Zélande,.
En septembre 2024, elle rejoint l'effectif du Stade toulousain.

## Statistiques en équipe nationale
| Année | Compétition         | Matchs | Points | Essais | Transf. | Pénal. | Drops |
| ----- | ------------------- | ------ | ------ | ------ | ------- | ------ | ----- |
| 2022  | Test matchs         | 2      | –      | –      | –       | –      | –     |
| 2022  | Coupe du monde 2021 | 4      | 8      | –      | 4       | –      | –     |
| 2023  | WXV                 | 3      | –      | –      | –       | –      | –     |
| 2024  | Six Nations         | 5      | 38     | –      | 16      | 2      | –     |
| 2024  | WXV                 | 3      | 11     | –      | 4       | 1      | –     |
| Total | Total               | 17     | 57     | –      | 24      | 3      | –     |